# Fuchsia magellanica
Fuchsia magellanica là một loài thực vật có hoa trong họ Anh thảo chiều. Loài này được Lam. mô tả khoa học đầu tiên năm 1788.

## Hình ảnh

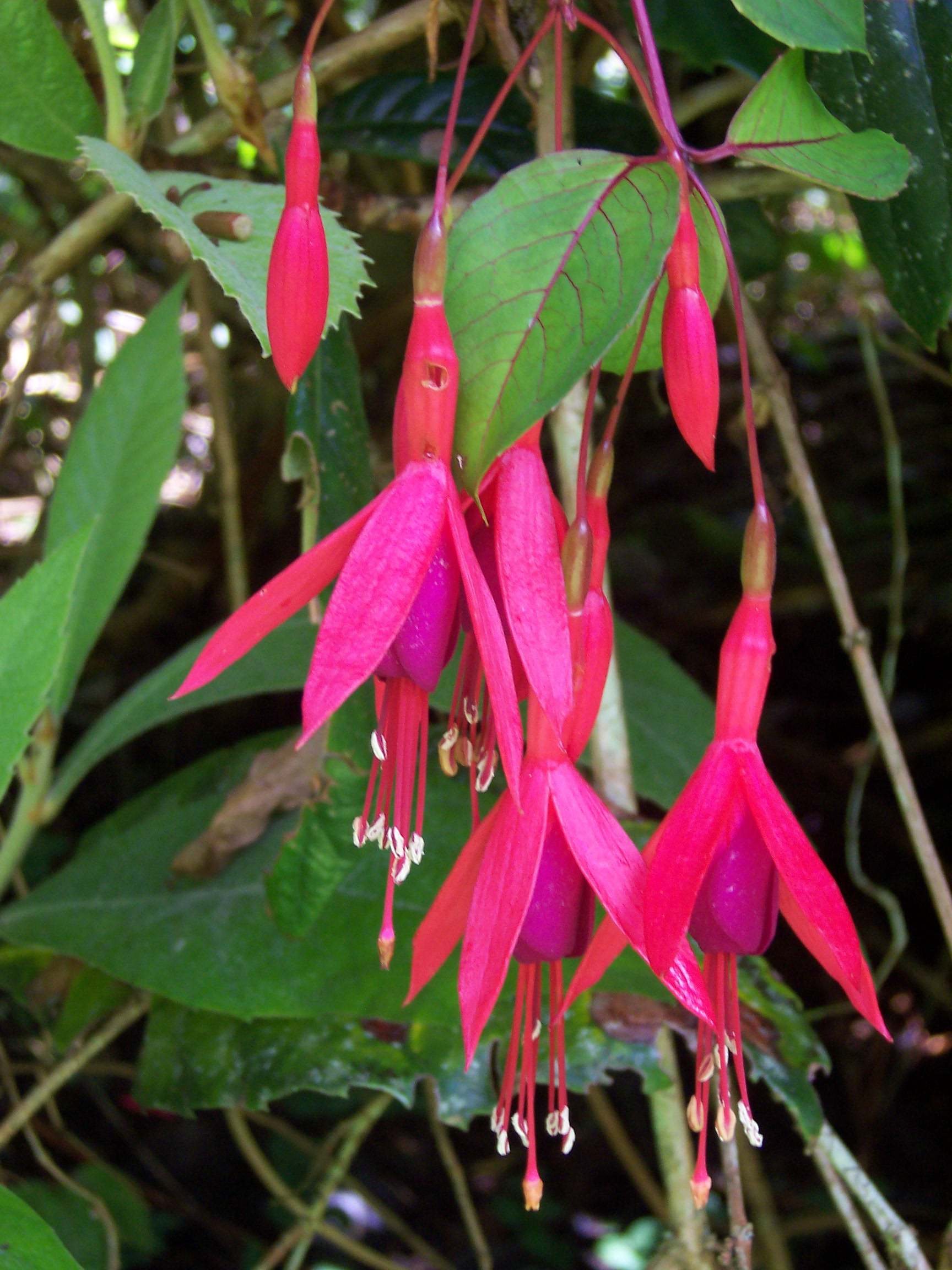
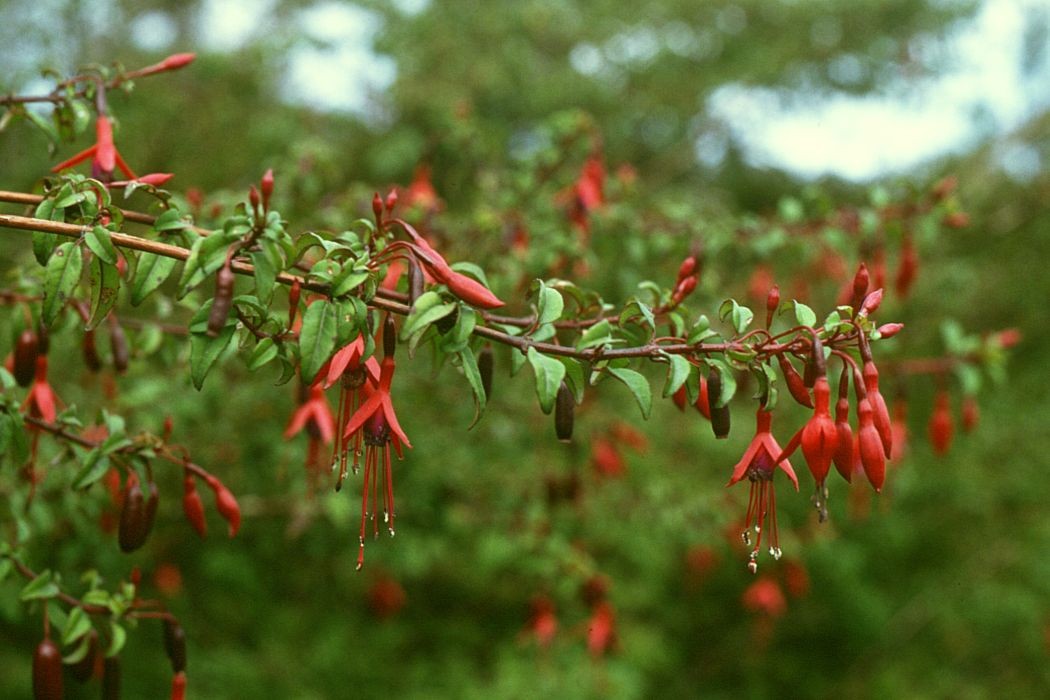
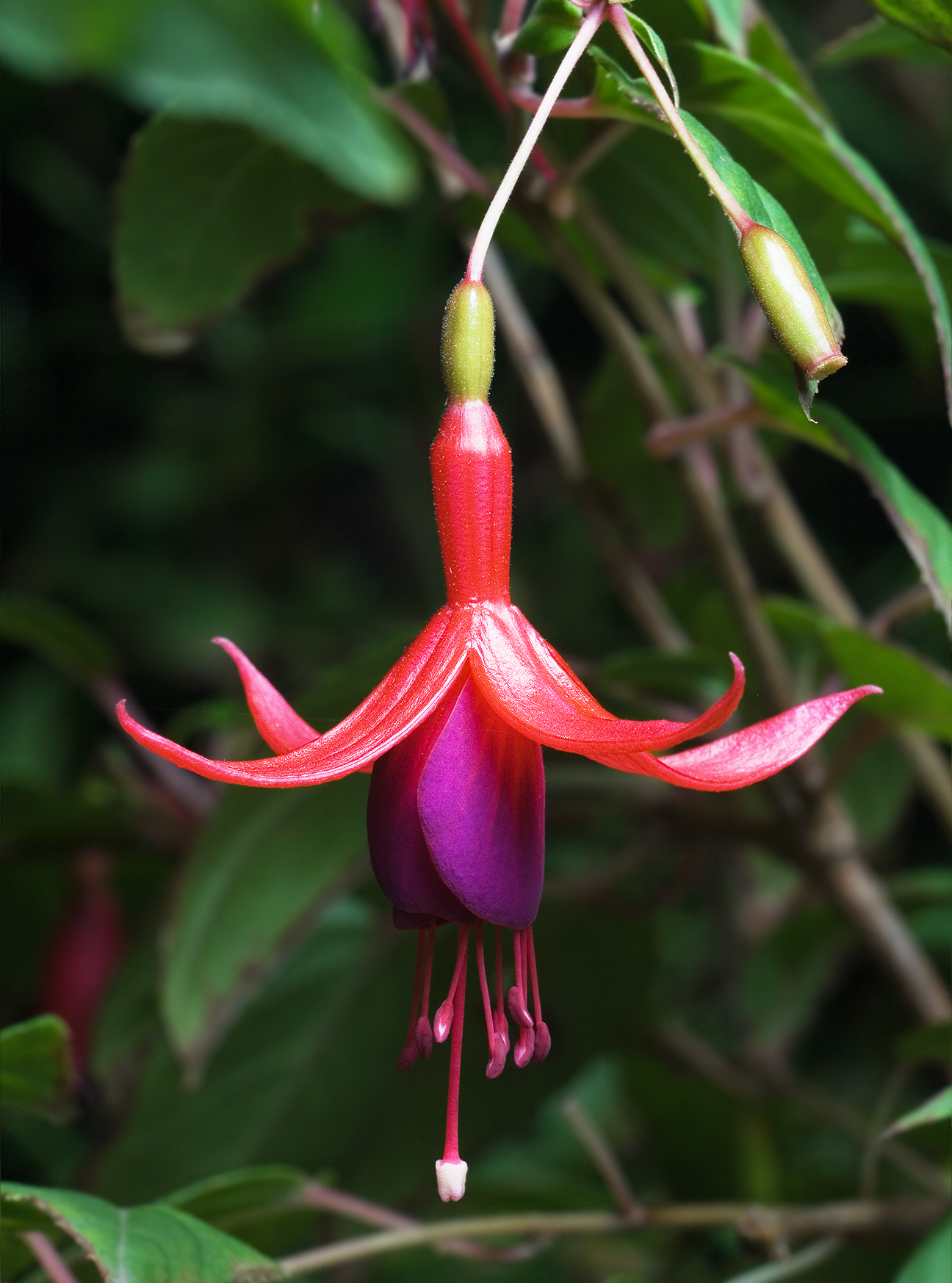
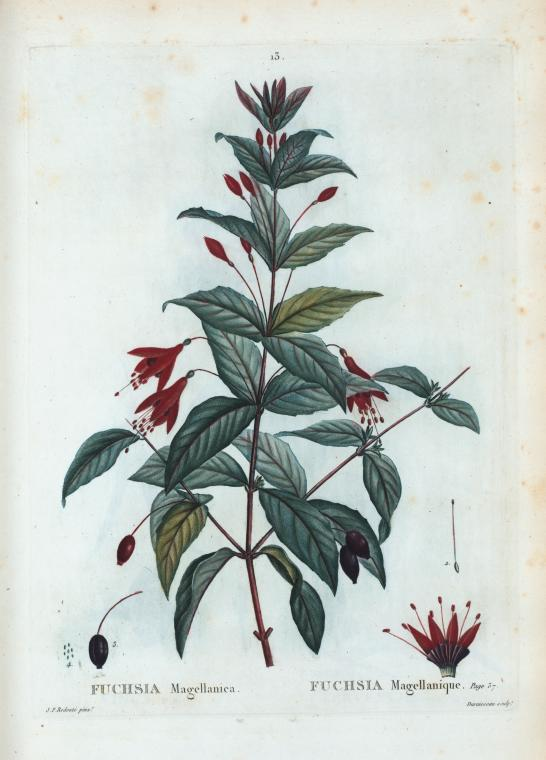
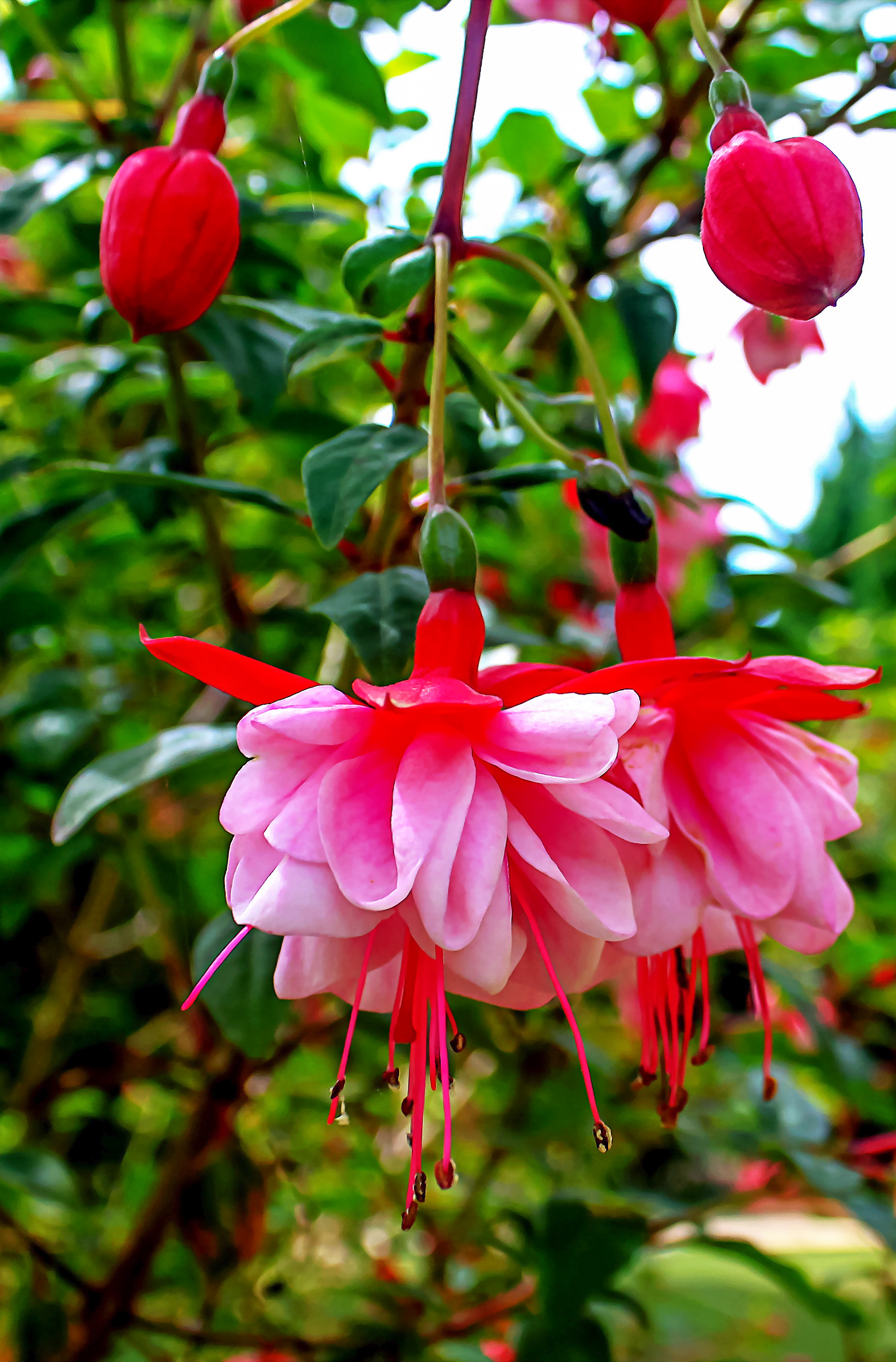
Hoa lồng đèn (Fuchsia magellanica) ở Đà Lạt
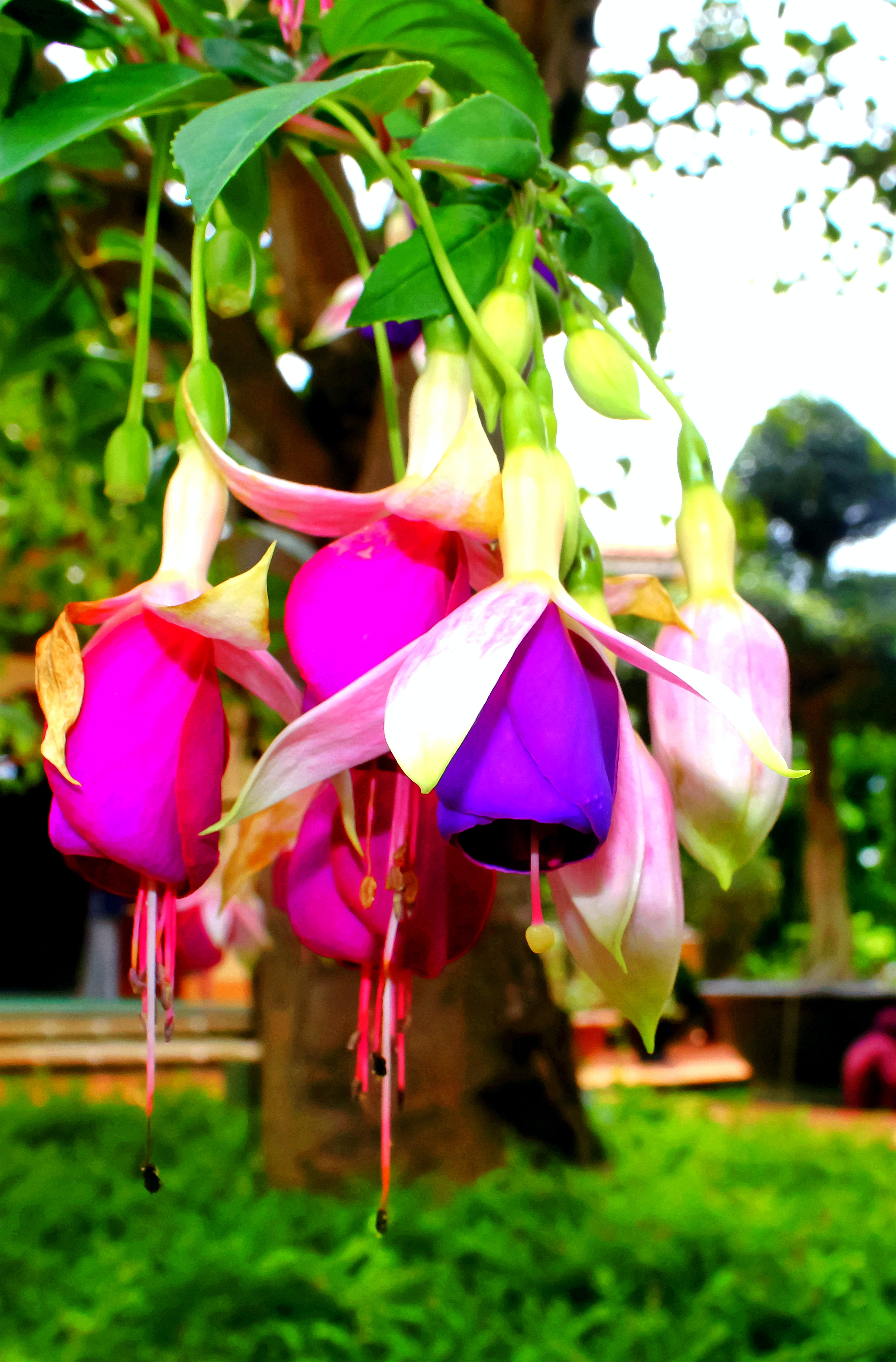
Hoa lồng đèn ở Đà Lạt.